# Poesia contemporânea norte-americana
A poesia contemporânea norte-americana engloba a produção poética, principalmente estadunidense, da metade do século XX até a atualidade.
Robert Frost (1874-1963), talvez o maior e, certamente, a mais lido poeta norte-americano do século XX, explora os ritmos características da fala de seu país em poemas ilusoriamente diretos. Sua poesia às vezes parece contida, até distante. Contudo, seu propósito muitas vezes é questionar a minar o óbvio em prol de uma sabedoria mais cautelosa e experimental. Os poetas norte-americanos têm se dividido da afirmação de T.S. Eliot de que a poesia deveria ser impessoal e não confessional. Esta posição foi defendida nas obras de Wallace Stevens (1879-1955), escritor impressionantemente elegante e original, que transformou a arte da poesia num dos temas principais de seu próprio trabalho. Em "A Anedota do Pote", a colocação de um pote em uma colina "no Tennessee" torna-se uma analogia para o modo pelo qual a imaginação de um artista dá forma à natureza informe, tornando-a interessante e compreensível para a mente humana. Outros poetas, no entanto, foram menos reticentes sobre o enfoque de suas experiências pessoais. Nas obras de John Berryman (1914-1972), Robert Lowell (1917-1977) e Sylvia Plath (1932-1963), os elementos perturbadores sob a superfície de calma aparente dos poemas de Frost são forçosamente trazidos para o primeiro plano. Esses poetas tiveram vidas difíceis, frequentemente lutando contra a depressão ou doenças mentais (Berryman e Plath suicidaram-se), e o que escreveram - que passou a ser rotulado de poesia "confessional" - depara-se, sem restrições, com seu tormento interior. Dream Songs (1964), de Berryman, escrito em um estilo abrupto e idiossincrático, criou a figura torturada de um americano de meia-idade chamado "Henry". Um dos poemas mais célebres de Lowell, "Hora do Gambá", confronta a própria condição psicológica do autor ("Minha mente não está bem") e atinge seu clímax em uma visão perturbadora de gambás caminhando à luz da lua pela "Main Street". No poema "Daddy", de Sylvia Plath - frequentemente publicado em antologias - os campos de concentração nazista de Dachau, Auschwitz e Belsen são usados para expressar seu próprio sentimento de ter sido vítima de homens dominadores.